# Slavica Maras-Mikulandra
Slavica Maras-Mikulandra (Otočac, 6. siječnja 1933. – Zagreb, 5. kolovoza 2010.) je bila hrvatska televizijska, kazališna i filmska glumica, te pjesnikinja.

## Filmografija

### Televizijske uloge
- "Maksim našeg doba" (1968.)
- "Zabavlja vas Mija Aleksić" (1968.)

### Filmske uloge
- "Krađa neba" kao Marie Duroc (1988.)
- "Predstava Hamleta u Mrduši Donjoj" (1973.)
- "Razmeđa" (1973.)
- "Greška evolucije" (1968.)
- "Kota 905" (1960.)

## Vanjske poveznice
- Slavica Maras-Mikulandra u internetskoj bazi filmova IMDb-u (engl.)
- Vijest o smrti glumice  Arhivirana inačica izvorne stranice od 17. kolovoza 2010. (Wayback Machine)